# St. Georgen am Fillmannsbach
St. Georgen am Fillmannsbach (también, Sankt Georgen am Fillmannsbach) es un municipio situado en el distrito de Braunau, en el estado de Alta Austria, Austria. Tiene una población estimada, a inicios de 2024, de 472 habitantes.